# 簗和生
簗 和生（やな かずお、1979年4月22日 - ）は、日本の政治家。自由民主党所属の衆議院議員（5期）。
国土交通大臣政務官兼内閣府大臣政務官、文部科学副大臣、衆議院安全保障委員長を歴任。

## 経歴
東京都小金井市生まれ（現住所は栃木県大田原市本町）。桐朋高等学校卒業。2003年（平成15年）、慶應義塾大学商学部を経て、2006年（平成18年）、東京大学大学院経済学研究科修士課程修了。自民党衆議院議員岡部英明秘書、日本経済研究所研究員を務める。
2012年（平成24年）の第46回衆議院議員総選挙で栃木3区に自民党から出馬。前職でみんなの党代表の渡辺喜美に敗れたが、比例北関東ブロックで復活し初当選。
2014年（平成26年）の第47回衆議院議員総選挙では、前回敗れた渡辺を小選挙区で下し、再選した。
2017年（平成29年）8月、第3次安倍第3次改造内閣で国土交通大臣政務官兼内閣府大臣政務官に就任した。
同年10月の第48回衆議院議員総選挙では、渡辺の妹で希望の党公認で立候補した公認会計士の渡辺美由紀を大差で破り3選した。
2021年10月31日、第49回衆議院議員総選挙で4選。
2022年8月10日に発足した第2次岸田第1次改造内閣において、文部科学副大臣に就任した。
2024年2月13日、自民党は、政治資金パーティー収入の裏金問題をめぐるアンケートの集計結果を公表、簗の5年間の不記載額が計1746万円であることが明らかとなった。
同年9月9日、高市早苗は自民党総裁選挙の出馬会見を行い、裏金事件をめぐる安倍派議員の処遇について「党の処分を覆すことはない」と明言した。9月12日に総裁選が告示され、9人が立候補した。裏金議員について次期衆院選で「非公認」とする可能性に一時言及した石破茂と高市の決選投票が濃厚になると、旧安倍派は一気に高市に動いた。高市は1回目の議員投票で、報道各社の事前調査での30～40票を大きく上回る72票を獲得した。党員数と合わせた得票数は1位だったが、決選投票で石破に敗れた。裏金議員85人（同年2月13日に公表）の一人である簗は1回目の投票では茂木敏充に投じ、決選投票では高市に投じた。
2024年10月27日、第50回衆議院議員総選挙では、無所属候補に178票差まで詰め寄られたものの5選。

## 政策・主張

### 憲法
- 憲法改正について、2017年の朝日新聞社のアンケートでは「賛成」と回答[15]。2021年の朝日新聞社のアンケートでは回答しなかった[16]。2021年のNHKのアンケートでは「賛成」と回答[17]。
- 集団的自衛権の行使について、2014年の毎日新聞社のアンケートで「賛成」と回答[18]。

### ジェンダー
- 選択的夫婦別姓制度の導入について、2014年、2017年、2021年のアンケートで「反対」と回答[19][15][17]。
- 2021年1月30日、本人を含めた自民党国会議員有志50人が、47都道府県議会議長のうち同党所属の約40人に、選択的夫婦別姓の導入に賛同する意見書を採択しないよう求める文書を郵送した。地方議員や市民団体は、地方議会の独立性を脅かす行為だとして簗らを批判した[20][21][22][23][24]。
- 2025年2月4日、自民党の議員グループ「保守団結の会」は会合を開き、顧問の高市早苗が講演した。会合に出席した簗ら20人超の議員[注 1]は、旧姓の通称使用の拡大で利便性を高めるべきだとの認識を確認した[26][25][27]。
- 同性婚を可能とする法改正について、2021年のアンケートで「反対」と回答[17]。
- 2021年5月20日、LGBTに対する理解を増進する法案を議論した自由民主党の会合にて、「生物学的に自然に備わっている『種の保存』に抗ってやっている感じだ」、「こうした主張を口に出来なくなる社会はおかしい」などと、差別的な発言をした[28][29]。発言に関する報道機関の取材に対しては「会議は非公開のため、発言について答えるのは差し控える」と回答した[28][29]。
- クオータ制の導入について、2021年のアンケートで回答しなかった[17]。
- 2021年５月の自民党会合で性的少数者に関し「生物学上、種の保存に背く」との趣旨の発言をしたとされる。科学的根拠のない差別認識だが2022年11月17日参議院法務委員会でも発言は撤回せず。[30]

### その他
- 特定秘密保護法は日本に必要だ[18]。
- アベノミクスを評価する[18]。
- 原発は日本に必要だ[18]。
- 村山談話・河野談話を見直すべき[18]。
- ヘイトスピーチを法律で規制することに反対[18]。
- 「消費税の軽減税率を0％として全品目に適用すること」を掲げた『「令和の恐慌」回避のための50兆円規模の補正予算編成に関する提言』に賛同している[31]。

## 不祥事

### 政治資金パーティー収入の裏金問題
2024年2月13日、自民党は、政治資金パーティーをめぐる裏金問題で、党所属のすぺての国会議員らを対象に実施したアンケートの集計結果を公表した。簗の5年間の不記載額は計1746万円であることが明らかとなった。
同年5月14日、衆議院政治倫理審査会は、裏金事件に関与しながら同審査会で弁明していない自民党議員44人に出席と説明を求める野党の申立てを全会一致で可決した。同月17日、参議院政治倫理審査会も同様に、弁明していない議員29人に出席と説明を求める申立てを全会一致で可決した。簗を含む関係議員73人は全員出席を拒否し、6月23日に通常国会は閉会した。
同年12月26日、東京地検特捜部は政治資金規正法違反の疑いで告発された簗を起訴猶予処分とした。
2025年2月7日、簗を起訴猶予処分としたことを不服とする申し立てが東京検察審査会に行われた。申し立てをした上脇博之は、起訴猶予とは、罪を犯したことが証拠上明らかなのに検察があえて起訴しないことを意味し、本人が裏金の処理をしたことが捜査上明らかになっているとしている。

## 所属団体・議員連盟
- 自民党たばこ議員連盟 [3]
- 日本会議国会議員懇談会[37]
- 神道政治連盟国会議員懇談会[37]
- みんなで靖国神社に参拝する国会議員の会[37]
- 文化芸術懇話会[38]
- 日本の未来を考える勉強会[39]

## 選挙歴
| 当落 | 選挙                   | 執行日         | 年齢 | 選挙区      | 政党       | 得票数    | 得票率 | 定数 | 得票順位 /候補者数 | 政党内比例順位 /政党当選者数 |
| ---- | ---------------------- | -------------- | ---- | ----------- | ---------- | --------- | ------ | ---- | ------------------ | ---------------------------- |
| 比当 | 第46回衆議院議員総選挙 | 2012年12月16日 | 33   | 栃木県第3区 | 自由民主党 | 4万8912票 | 35.08% | 1    | 2/3                | 1/6                          |
| 当   | 第47回衆議院議員総選挙 | 2014年12月14日 | 35   | 栃木県第3区 | 自由民主党 | 6万2814票 | 48.74% | 1    | 1/3                | /                            |
| 当   | 第48回衆議院議員総選挙 | 2017年10月22日 | 38   | 栃木県第3区 | 自由民主党 | 7万4371票 | 57.77% | 1    | 1/4                | /                            |
| 当   | 第49回衆議院議員総選挙 | 2021年10月31日 | 42   | 栃木県第3区 | 自由民主党 | 8万2398票 | 67.42% | 1    | 1/2                | /                            |
| 当   | 第50回衆議院議員総選挙 | 2024年10月27日 | 45   | 栃木県第3区 | 自由民主党 | 4万5546票 | 37.39% | 1    | 1/3                | /                            |